# وفاة سوبهاش شاندرا بوز

توفي القائد الوطني الهندي سوبهاش شاندرا بوز جرّاء حرق من الدرجة الثالثة في 18 أغسطس 1945 بعد تحطم طائرته اليابانية زائدة الحمولة في تايوان التي كانت تحت الحكم الياباني. على أي حال، رفض العديد من مؤيديه، وخاصة في البنغال، في ذلك الوقت، وما زالوا رافضين منذ ذلك الحين، أن يصدقوا حقيقة وفاته أو الظروف المحيطة بها. ظهرت نظريات مؤامرة خلال ساعات من وفاته، وما زالت مستمرة منذ ذلك الحين ما أبقى أساطير قتل متنوعة عن بوز حيّة إلى اليوم.

## الوفاة

### الأشهر الأخيرة مع الجيش الهندي الوطني
خلال الأسبوع الأخير من أبريل 1945، غادر سوبهاش شاندرا بوز مع كبار ضباط الجيش الوطني الهندي، وعدة مئات من رجال الجيش الوطني الهندي، ونحو مئة امرأة من فوج ملكة جهانسي التابع للجيش الوطني الهندي، يانغون برًا إلى مدينة ماولاميين في بورما. رفقة الجنرال الملازم سابورو إسودا، وهيكاري كيكان الذي كان ضابط الاتصال الياباني للجيش الوطني الهندي، تمكنت قافلتهم العسكرية اليابانية من الوصول إلى الضفة اليمنى لنهر سيتانغ، وإن كان ذلك ببطء. لم يستطع سوى عدد قليل من المركبات عبور النهر بسبب الضربات الأمريكية. سار بوز ومن معه مسافة 80 ميل (130 كيلومتر) المتبقية إلى مدينة ماولاميين خلال الأسابيع الستة التالية. كانت مدينة ماولاميين آنذاك نهاية خط سكة الموت الحديدية، التي كان قد بناها فيما مضى أسرى الحرب البريطانيون والأستراليون والألمان لربط بورما مع سيام (حاليًا تايلاند). في ماولاميين، انضم إلى مجموعة بوز أيضًا 500 رجل من الفوج إكس، وفوج حرب العصابات الأول في الجيش الوطني الهندي، كانوا قد وصلوا من موقع مختلف في بورما السفلى.
قبل ذلك بعام ونصف، دخل بورما 16,000 رجل و100 امرأة من الجيش الوطني الهندي من مالايا. الآن، أقل من عشر هذا الرقم ترك البلد، ووصلوا إلى بانكوك خلال الأسبوع الأول من مايو. التسعة أعشار الباقية إما قُتِلوا في الحدث أو ماتوا من سوء التغذية أو الإصابات بعد معركتي إمفال وكوهيما. أُسِر آخرون من قبل البريطانيين، أو سلموا أنفسهم، أو اختفوا ببساطة. بقي بوز في بانكوك مدة شهر حيث سمع بعد وصوله بفترة قصيرة أخبار الاستلام الألماني في 8 مايو. قضى بوز الشهرين التاليين بدءًا من يونيو وحتى يوليو في سنغافورة، وحاول في كلا المكانين جمع تمويل لدفع فواتير جنوده أو إعادة تأهيلهم إن اختاروا العودة إلى الحياة المدنية، واتخذت معظم النساء هذا الخيار. في بثه الليلي على الراديو، تحدث بوز بضراوة متزايدة عن غاندي الذي كان قد أُطلِق سراحه من السجن عام 1944، وكان يجري محادثات مع قادة ومبعوثين بريطانيين، وقادة رابطة مسلمي عموم الهند. بدأ بعض كبار ضباط الحيش الوطني الهندي يشعرون بالإحباط أو خيبة الأمل من بوز، وبدأوا يحضرون بهدوء لوصول البريطانيين وعواقب قدومهم.
خلال الأسبوعين الأولين من أغسطس 1945، بدأت الأحداث تنكشف بسرعة. مع تهديد البريطانيين بغزو مالايا، ومع القصف الجوي الأمريكي اليومي، أصبح وجود بوز في سنغافورة أخطر يومًا بعد آخر. اقترح عليه رئيس موظفيه جاي. آر. بونسل أن يجهز نفسه لمغادرة سنغافورة. في 3 أغسطس 1945، تلقى بوز برقية من الجنرال إسودا ينصحه بإخلاء عاجل إلى سايغون في الهند الصينية الفرنسية التي يسيطر عليها اليابانيون (حاليًا فيتنام). في 10 أغسطس، علم بوز أن الاتحاد السوفيتي قد دخل الحرب وغزا منشوريا. في نفس الوقت، سمع عن القصف الذري على هيروشيما وناغازاكي. وأخيرًا، في 16 أغسطس، بعد إبلاغه باستسلام اليابان غير المشروط، قرر بوز مغادرة سايغون مع مجموعة من مساعديه.